# Escudo de Baden-Wurtemberg
El escudo de armas del Estado federado alemán de Baden-Wurtemberg (en alemán: Baden-Württemberg) presenta una versión mayor y otra menor.

## Historia
El escudo de armas de Baden-Wurtemberg fue determinado después de la fusión de los anteriores Estados alemanes de Baden, Wurtemberg-Baden y Wurtemberg-Hohenzollern, que fueron divididos debido a las diferentes fuerzas de ocupación tras la II Guerra Mundial, en 1952. La creación del Estado no fue sin controversias y solo así los colores del Estado negro y oro fueron determinados en 1952, pero todavía no las armas. Las últimas solo fueron reguladas en el Gesetz über das Wappen des Landes Baden-Württemberg (Ley sobre el Escudo de Armas de Baden-Wurtemberg) de 3 de mayo de 1954. Su utilización está además regulada por una orden de fecha 2 de agosto de 1954. Fue diseñado por Fritz Reinhardt.

En base al artículo 24 cláusula 2 de la constitución, de 24 de abril de 1954, el parlamento ha decidido la siguiente ley, que está aquí proclamada:
§ 1. (1) El escudo de armas del Estado de Baden-Wurtemberg muestra en un escudo dorado tres leones en paso con lenguas rojas. Es utilizado en los escudos de armas mayor y menor.

(2) El escudo de armas mayor del Estado, sobre el escudo permanece una corona con las insignias de los escudos de armas históricos de Badenia, Wurttemberg, Hohenzollern, Palatinado, Franconia y Austria Anterior. El escudo es sostenido por un ciervo y un grifo dorados, que están armados en rojo.

(3) En el escudo de armas menor del Estado, sobre el escudo permanece una corona de hojas (corona del pueblo).
El gobierno del Estado de Baden-Wurtemberg:
Dr. Gebhard Müller Fr. Ulrich Simpfendörfer Dr. Frank Leibfried Hohlwegler Fiedler Farny Dichtel Dr. Werber
Ley concerniente al escudo de armas del Estado de Baden-Wurtemberg de 3 de mayo de 1954

El escudo muestra tres leones negros con lenguas rojas en un fondo dorado. Las armas se refieren al escudo de armas del Duque de Suabia cuya Casa de Hohenstaufen había utilizado esas armas. En nombre de Suabia fue discutido durante largo tiempo para ser utilizado en el Estado de nueva creación pero fue rehusado de ser adoptado debido a la resistencia de partes de Baden.

## Escudo de armas mayor
Los seis pequeños escudos de armas en la parte superior se refieren a los orígenes de partes de Baden-Wurtemberg. Estas son de izquierda a derecha:
- Franconia: por las anteriores regiones franconas en el noreste

Muestra el escudo de armas de Franconia, llamado Fränkischer Rechen (rastrillo de Franconia). Este campo represente Tauberfranken, la región alrededor del río Tauber en la parte nororiental de Baden-Wurtemberg. Era parte del Ducado de Franconia. Mientras que la parte principal de Franconia se convirtió en parte de Baviera, esta región quedó separada y parte de Baden-Wurtemberg. El escudo de armas está cargado con tres picos en un campo rojo. Este fue el escudo de armas de los príncipe-obispos de Wurzbgurgo, que eran también duques de Franconia.
- Casa de Hohenzollern: para la Provincia de Hohenzollern

El segundo escudo muestra el escudo de armas de la Casa de Hohenzollern. Representa la región al norte del lago de Constanza en torno al castillo de Hohenzollern, la sede ancestral de la Casa de Hohenzollern. El escudo de armas de Hohenzollern está partido en cruz, el primero y tercero son escudos vacíos de color blanco (plata), el segundo y cuarto están pintados en negro.
- Escudo de armas de Baden: por Baden

El tercer escudo muestra las armas de Baden, una banda roja en un escudo dorado. Esta parte del escudo de armas de Baden-Wurtemberg representa el anterior Margraviato y Gran Ducado de Baden, la parte occidental de Baden-Wurtemberg. Como uno de los dos mayores predecesores de Baden-Wurtemberg, también parte del nombre del Estado, este escudo es en torno de un 10 por cien mayor que los otros.
- Escudo de armas de Wurtemberg por Wurtemberg

El cuarto escudo muestra las armas de Wurtemberg. En un escudo dorado, hay tres cuernos de venados superpuestos. Este escudo representa la Región de Wurtemberg, la otra parte principal del Estado, situada en la parte oriental. Por las mismas razones, tiene el mismo tamaño que el escudo de armas de Badenia.
- Electorado del Palatinado: por la región alrededor de Mannheim y Heidelberg

El quinto escudo muestra escudo de armas del Elector Palatino. Este campo representa esa parte del anterior Electorado del Palatinado, al lado derecho del río Rin. El campo negro está cargado con un león rampante amarillo, las garras y lengua están pintadas en rojo.
- Austria: por Austria Anterior en el sur

El sexto escudo muestra las armas de Austria Anterior, un escudo de gules, partido por una faja de argén. Este escudo representa las anteriores posesiones de la Casa de Habsburgo, la familia de los anteriores emperadores austríacos.
De este modo las armas de Badenia y Wurtemberg están ligeramente elevadas. Los soportes son un ciervo a la izquierda representado Wurtemberg y un grifo a la derecha representando Baden. Los soportes eran las cargas en las armas de los Estados de Baden y Wurtemberg anteriores a la guerra. Están posicionados sobre un pedestal negro y oro que no se menciona en la ley sobre las armas.
El escudo de armas mayor solo es utilizado por las altas autoridades, es decir el premier del Estado, el gobierno, los ministro, los representantes del Estado en la Federación y la UE, el Tribunal Supremo del Estado y altos tribunales, el tribunal de cuentas y los Distritos Administrativos.

## Armas menores

Escudo de armas menores de Baden-Wurtemberg.

El escudo de armas menor representa el escudo coronado con una corona de hojas que simboliza la soberanía popular tras la supresión de la monarquía en Alemania. Las armas menores son utilizadas por todas las autoridades del Estado que no emplean las armas mayores, así como aquellos notarios que actúan como sirvientes civiles.